# Liste von Nestlé-Markennamen (Wasser)
Liste von Markennamen im Besitz der Nestle S.A. und ihren Tochterfirmen der Warenklasse 32 (WDV).

## Markennamen
- Acqua Panna
- Perrier (Frankreich)
- Nestlé Pure Life

### Rechteinhaber: Sanpellegrino S.p.A.
- S.Pellegrino (Rechteinhaber: Sanpellegrino S.p.A.) (auch 03, 33)[1]
  - Amara by S.Pellegrino (ehemals Rechteinhaber: Sanpellegrino S.p.A.) (auch 33)
  - Ambria (Rechteinhaber: Sanpellegrino S.p.A.)
  - Antea (ehemals Rechteinhaber: Sanpellegrino S.p.A.) (auch 33)
  - Aquafine (ehemals Rechteinhaber: Sanpellegrino S.p.A.) (auch 33)
  - Aranciata by S.Pellegrino (ehemals Rechteinhaber: Sanpellegrino S.p.A.) (auch 33)
  - San Pellegrino Orange Aranciata (ehemals Rechteinhaber: Sanpellegrino S.p.A.) (auch 33)
  - Chino Sanpellegrino il Chinotto SanPellegrino (ehemals Rechteinhaber: Sanpellegrino S.p.A.) (auch 33)
  - Clavdia (ehemals Rechteinhaber: Sanpellegrino S.p.A.) (auch 33)
  - Dolce by S.Pellegrino (ehemals Rechteinhaber: Sanpellegrino S.p.A.) (auch 33)
  - Dribly (ehemals Rechteinhaber: Sanpellegrino S.p.A.) (auch 33)
  - Fonte Limpia San Pellegrino Terme (ehemals Rechteinhaber: Sanpellegrino S.p.A.) (auch 33)
  - Gingerino (Rechteinhaber: Sanpellegrino S.p.A.) (auch 33)
  - Kinotto by S.Pellegrino (ehemals Rechteinhaber: Sanpellegrino S.p.A.) (auch 33)
  - Levissima (Rechteinhaber: Sanpellegrino S.p.A.) (auch 33)
  - Levissima Allegra (Rechteinhaber: Sanpellegrino S.p.A.)
  - Levissima Sportissima (ehemals Rechteinhaber: Sanpellegrino S.p.A.)
  - Limonata by S.Pellegrino (ehemals Rechteinhaber: Sanpellegrino S.p.A.) (auch 33)
  - Limpia (ehemals Rechteinhaber: Sanpellegrino S.p.A.) (auch 33)
  - Live in Italian Pellegrino (Rechteinhaber: Sanpellegrino S.p.A.) (auch 33, 35, 41, 43)
  - Markenname (ehemals Rechteinhaber: Sanpellegrino S.p.A.) (auch 33)
  - Mixart (Rechteinhaber: Sanpellegrino S.p.A.) (auch 33)
  - one o one 101 Cola Sanpellegrino (ehemals Rechteinhaber: Sanpellegrino S.p.A.) (auch 33)
  - Panna (Rechteinhaber: Sanpellegrino S.p.A.) (auch 03, 33)
  - Rossa by S.Pellegrino (ehemals Rechteinhaber: Sanpellegrino S.p.A.) (auch 33)
  - Sanbitter (Rechteinhaber: Sanpellegrino S.p.A.)
  - Sanpellegrino (Rechteinhaber: Sanpellegrino S.p.A.) (auch 03, 33)
  - S.Pellegrino San Pellegrino Terme HydeaSpray (ehemals Rechteinhaber: Sanpellegrino S.p.A.) (auch 03, 33)
  - S. Pellegrino Cooking Cup (Rechteinhaber: Sanpellegrino S.p.A.) (auch 35, 43)
  - S.Bernardo Petite SORGENTE ROCCIAVIVA (ehemals Rechteinhaber: Sanpellegrino S.p.A.) (auch 33,35)
  - Tastefully Italian (ehemals Rechteinhaber: Sanpellegrino S.p.A.)

#### Andere Rechte der Sanpellegrino S.p.A.
- - ACQUÆ CLUB S. Pellegrino & Acqua Panna (Rechteinhaber: Sanpellegrino S.p.A.) (Klassen 09, 16, 25, 28, 33, 35, 41, 43)
  - Belcafe (ehemals Rechteinhaber: Sanpellegrino S.p.A.) (Klasse 30)
  - Fastlog (Rechteinhaber: Sanpellegrino S.p.A.) (Klasse 39 / Dienstleistungen für Rechnung Dritter)
  - de Dining Expirience (Rechteinhaber: Sanpellegrino S.p.A.) (Klasse 16)
  - Italy & Italy Coffee by Sanpellegrino (ehemals Rechteinhaber: Sanpellegrino S.p.A.) (Klasse 30)
  - Koine (ehemals Rechteinhaber: Sanpellegrino S.p.A.) (Klasse 39 / Dienstleistungen für Rechnung Dritter)
  - Vita by S.Pellegrino (ehemals Rechteinhaber: Sanpellegrino S.p.A.) (Klasse 29, 30)

## Weitere Markennamen
- Aberfoyle
- Alaçam (Türkei)
- Al Manhal (mittlerer Osten)
- Aqua d’Or
- Aqua Mineral (Polen)
- Aqua Pod
- Aquarel (Spanien)
- Acqua Panna
- Aquapod
- Aqua Spring (Griechenland)
- Arctic (Mineralwasser) (Polen)
- Arrowhead (USA)
- Baraka (Ägypten)
- Buxton (Großbritannien)
- Cachantun (Chile)
- Ciego Montero (Kuba)
- Charmoise (Belgien)
- Contrex (Frankreich)
- Cristalp (Schweiz, wird seit Februar 2022 nicht mehr produziert)[2]
- Da Shan YunNan Spring (China)
- Dar Natury (Polen)
- Deep Spring (China)
- Deer Park (USA)
- Eco de los Andes (Argentinien)
- Erikli (Türkei)
- Gerber (Mexiko)
- Ghadeer (Jordanien)
- Glaciar (Argentinien)
- Hépar (Frankreich)
- Hidden Spring (Philippinen)
- Henniez (Schweiz)
- Ice Mountain (USA)
- Korpi (Griechenland)
- La Vie (Vietnam)
- Levissima (Italien)
- Los Portales (Kuba)
- Mineré (Thailand)
- Montclair (Kanada)
- Nałęczowianka (Polen)
- Nestlé Aquarel
- Nestlé Selda (Portugal)
- Nestlé Vera (Italien)
- Ozarka (USA)
- Pejo (Italien)
- Petrópolis (Brasilien)
- Plancoët (Frankreich; seit 2014 verkauft an Semo)
- Poland Spring (USA)
- Porvenir (Chile)
- Pure Life
- Quézac (Frankreich)
- Recoaro (Italien)
- Resource (USA)
- Saint-Lambert (Frankreich)
- Sainte-Alix (Frankreich)
- San Bernardo (im Mai 2015 verkauft an Gruppo Montecristo) (Italien)
- Santa Bárbara (Brasilien)
- Santa Maria (Mexiko)
- São Lourenço (Brasilien)
- Sidi Harazem (Marokko)
- Sohat (Libanon)
- Springs (Saudi-Arabien)
- Theodora (Ungarn)
- Valvert (Belgien)
- Viladrau (Spanien)
- Vittel (Frankreich)
- Water Line (Südkorea)
- Waterman (China)
- Zephyrhills (USA)

## Warengruppen
- Klasse 03: Wasch- und Bleichmittel; Putz-, Polier-, Fettentfernungs- und Schleifmittel; Seifen, Parfümerien, ätherische Öle, Mittel zur Körper- und Schönheitspflege, Haarwässer; Zahnputzmittel.
- Klasse 30: Kaffee, Tee, Kakao, Zucker, Reis, Tapioka, Sago, Kaffee-Ersatzmittel; Mehle und Getreidepräparate, Brot, feine Backwaren und Konditorwaren, Speiseeis; Honig, Melassesirup; Hefe, Backpulver; Salz, Senf; Essig, Saucen (Würzmittel); Gewürze; Kühleis.
- Klasse 32: Biere; Mineralwässer und kohlensäurehaltige Wässer und andere alkoholfreie Getränke; Fruchtgetränke und Fruchtsäfte; Sirupe und andere Präparate für die Zubereitung von Getränken.
- Klasse 33: Alkoholische Getränke (ausgenommen Biere).